# Gens Larcia
La Gens Larcia (detta anche Gens Lartia o Lartii o Larcii), era una famiglia patrizia di origine etrusca (cfr. Lars Tolumnio, Lars Porsenna)  insediata a Roma già dal sec. VI a.C.. Vi appartennero Tito Larcio e Spurio Larcio Rufo.

## Storia
I Larcii o Lartii furono di origine etrusca, come rivela chiaramente il loro nome Larcius (o Lartius), è un cognome patronimico, derivato dal praenomen etrusco Lars, che è solitamente scritto Larth nell'iscrizioni etrusche, ma erano frequenti anche altre varianti ortografiche, Lars, Laris e Larce, in apparenza nomi distinti nell'onomastica etrusca. Il nome è spesso scritto Lartius da Tito Livio, mentre Dionigi di Alicarnasso usa alternativamente Λάρκιος (Larcius) e Λάργιος (Largius). 
Secondo Dionigi di Alicarnasso, la gens Larcia (Lartii) portava il cognomen Flavus. In alcune iscrizioni, si trova il cognomen Rufus al posto di Flavus. Essendo fratelli Tito e Spurio, è possibile che uno di essi, avendo i capelli biondi, fosse chiamato Flavus, mentre l'altro, per distinguerlo dal fratello e avendo i capelli di colore rosso, fosse chiamato Rufus.
Una famiglia con lo stesso nome, Lartii, è documentata anche durante la prima fase imperiale, ma non è dimostrata una relazione con la gens Larcia di epoca repubblicana.
Da questa famiglia discende la prima moglie dell'imperatore Claudio, Plauzia Urgulanilla.